# Mark Sullivan
Pour les articles homonymes, voir Sullivan.
Mark Sullivan est le 22e directeur de l'United States Secret Service (USSS), l'agence fédérale chargée de lutter contre la fausse monnaie et d'assurer la protection du président et du vice-président des États-Unis.
Il est entré en fonction le 31 mai 2006 en remplacement de W. Ralph Basham, parti diriger le Service des douanes et de la protection des frontières des États-Unis. Mark Sullivan a fait la majeure partie de sa carrière au sein de l'agence en débutant en 1983 comme agent spécial au bureau de Détroit. En 1990, il travailla pour la division Fraude à Washington avant d'être affecté un an plus tard à la division de la protection présidentielle.

## Source
- (en) Cet article est partiellement ou en totalité issu de l’article de Wikipédia en anglais intitulé « Mark J. Sullivan » (voir la liste des auteurs).